# Lacus Timoris
El Lacus Timoris (Lago del Miedo) es un pequeño mar de la cara visible de la Luna situado en su parte meridional.
El lago tiene un diámetro de 153.65 kilómetros. Al noreste se encuentra el cráter Haidinger y al suroeste el cráter Epimenides, de 21 y 22 km de diámetro respectivamente.
El nombre fue aprobado por la Unión Astronómica Internacional en 1976.